# Drancy
Drancy é uma comuna francesa na região administrativa da Ilha de França, no departamento de Seine-Saint-Denis. Seus habitantes são chamados de Drancéens.

## Toponímia
O nome de Drancy (pronúncia local: [dʁɑ̃'si] (escutarⓘ)) vem do latim Terentiacum.

## História
A história de Drancy começaria no período Neolítico, existe de fato um eixo de circulação, a route des Seuils que corresponde aproximadamente à RN 2. Os homens então se instalaram perto desta estrada, criando uma pista na floresta que não é senão a atual rue de la République. Algumas localidades confirmam essa possível presença dos tempos pré-históricos como la Haute Borne, le Buisson Barré ou muito mais tarde, ao redor do século 7 com a localidade le Baillet que atesta a presença dos celtas .
Durante o Holocausto a cidade era ponto de partida para os campos de extermínio dos Nazis.

## Geminação
Em 14 de outubro de 2010, a comuna de Drancy é geminada com :
- Willenhall (Reino Unido) desde 1959[3]
- Eisenhüttenstadt (Alemanha) desde 1965[3]
- Praga (República Tcheca) desde 1963[3]
- Lyubertsy (Rússia) desde 1967[3]
- Saarlouis (Alemanha) 2014[3]